# 6. tujski pehotni polk
6. tujski pehotni polk (izvirno francosko 6e Régiment étranger d'infanterie; kratica: 6e REI) je bil pehotni polk Francoske tujske legije.

## Zgodovina
Polk je bil ustanovljen 1. oktobra 1939 v Libanonu; moštvo je prišlo iz treh bataljonov 1. tujskega pehotnega polka in enega bataljona 2. tujskega pehotnega polka. Razpuščen je bil 1. januarja 1942 in moštvo dodeljeno 1. tujskemu polku.
Ponovno je bil ustanovljen 1. aprila 1949 v Tuniziji iz elementov 1. tujskega polka; polk je uril rekrute za Indokino. Dokončno je bil razpuščen junija 1955.